# Darija Jurak
Darija Jurak (Zagreb, 5. travnja 1984.), hrvatska je tenisačica. Natječe se u pojedinačnoj konkurenciji i igri parova. Osvajačica je devet naslova na WTA-inim turnirima u parovima, među kojima se ističe Tenisko prvenstvo Dubaija 2021., u paru s Čileankom Alexom Guarachi. Najveći uspjeh joj je poluzavršnica Australian Opena 2021. u parovima.
Tenis igra od šeste godine. U juniorskoj karijeri osvojila je osam naslova Svjetskog teniskog saveza (ITF-a) u pojedinačnoj konkurenciji te 39 u parovima. Od 2013. do 2020. natjecala se u Sjedinjenim Američkim Državama, u tzv. Svjetskog ekipnoj ligi (WTT), za klubove iz Teksasa, Kalifornije i Floride.

## Vanjske poveznice
- Profil na stranici WTA Toura (engl.)